# Gora Tkachëva
Gora Tkachëva (englische Transkription von russisch Гора Ткачёва Gora Tkatschjowa, deutsch ‚Tkatschjow-Berg‘) ist ein Nunatak in der antarktischen Ross Dependency. In den Churchill Mountains ragt er nördlich des Gutenberg-Gletschers auf.
Russische Wissenschaftler nahmen seine Benennung vor. Der Namensgeber ist nicht überliefert.